# Sweet Lovin’
«Sweet Lovin'» — второй сингл британского музыканта Sigala, выпущенная лейблом Ministry of Sound 4 декабря 2015 года. Вокальную партию исполнил фронтмен «I See MONSTAS» Брин Кристофер. Сингл добрался до третьего места в UK Singles Chart и шестого в Irish Singles Chart.

## Музыкальное видео
Клип снимался в Лос-Анджелесе, Калифорния. Главная героиня (Кэндис Хейден из LA Roller Girls Entertainment) катается на роликах по улицам, оставляя за собой облако красного дыма, прохожие попавшие в это облако начинают танцевать. Видео было загружено на официальный Vevo канал исполнителя 15 ноября 2015 года, которое было просмотрено более 100 миллионов раз.

## Критика
Позитивный отзыв оставил на Digital Spy Льюис Корнер, назвав песню: «очередное тропикал хаус звучание с эйфорическим припевом и сочным, душевным вокалом»

## Список композиций
| №  | Название                                                 | Длительность |
| -- | -------------------------------------------------------- | ------------ |
| 1. | «Sweet Lovin'» (featuring Bryn Christopher) (Radio Edit) | 3:22         |

| №  | Название                                | Длительность |
| -- | --------------------------------------- | ------------ |
| 1. | «Sweet Lovin'» (Re-Edit)                | 4:13         |
| 2. | «Sweet Lovin'» (Brookes Brothers Remix) | 3:46         |
| 3. | «Sweet Lovin'» (Crookers Remix)         | 5:43         |
| 4. | «Sweet Lovin'» (Steve Smart Remix)      | 4:21         |
| 5. | «Sweet Lovin'» (Extended Mix)           | 4:57         |

## Чарты и сертификации
| Чарт (2015–16)                             | Лучшая позиция |
| ------------------------------------------ | -------------- |
| Австралия (ARIA)                           | 11             |
| Австрия (Ö3 Austria Top 40)                | 7              |
| Бельгия/Фландрия (Ultratop 50)             | 10             |
| Бельгия/Фландрия (Ultratop Dance)          | 5              |
| Бельгия/Валлония (Ultratip Bubbling Under) | 11             |
| Бельгия/Валлония (Ultratop Dance)          | 47             |
| Чехия (Rádio — Top 100)                    | 3              |
| Чехия (Singles Digitál Top 100)            | 4              |
| Франция (SNEP)                             | 143            |
| Германия (GfK)                             | 15             |
| Венгрия (Dance Top 40)                     | 26             |
| Венгрия (Rádiós Top 40)                    | 8              |
| Венгрия (Single Top 40)                    | 24             |
| Ирландия (IRMA)                            | 6              |
| Нидерланды (Dutch Top 40)                  | 23             |
| Нидерланды (Single Top 100)                | 44             |
| New Zealand Heatseekers (RMNZ)             | 2              |
| Польша (Polish Airplay Top 100)            | 2              |
| Шотландия (OCC Scotland)                   | 1              |
| Словакия (Rádio — Top 100)                 | 32             |
| Slovenia (SloTop50)                        | 22             |
| Sweden (Sverigetopplistan)                 | 29             |
| Швейцария (Schweizer Hitparade)            | 31             |
| Великобритания (OCC UK Singles)            | 3              |
| Великобритания (OCC UK Dance)              | 1              |
| Великобритания (OCC UK Indie)              | 1              |

| Чарт (2016)                          | Позиция |
| ------------------------------------ | ------- |
| Austria (Ö3 Austria Top 40)          | 68      |
| Germany (Official German Charts)     | 84      |
| Poland (ZPAV)                        | 24      |
| UK Singles (Official Charts Company) | 64      |

| Регион | Сертификация  | Продажи   |
| --- | ------------- | --------- |
| Австралия (ARIA) | Золотой       | 35 000    |
| Германия (BVMI) | Золотой       | 200,000   |
| Новая Зеландия (RMNZ) | Золотой       | 7500*     |
| Норвегия (IFPI Norway) | Золотой       | 20 000    |
| Великобритания (BPI) | 2× Платиновый | 1 200 000 |
| * Данные о продажах приведены только на основе сертификации. · ^ Данные о тиражах приведены только на основе сертификации. · Данные о продажах + прослушиваниях приведены только на основе сертификации. |               |           |